# 漆

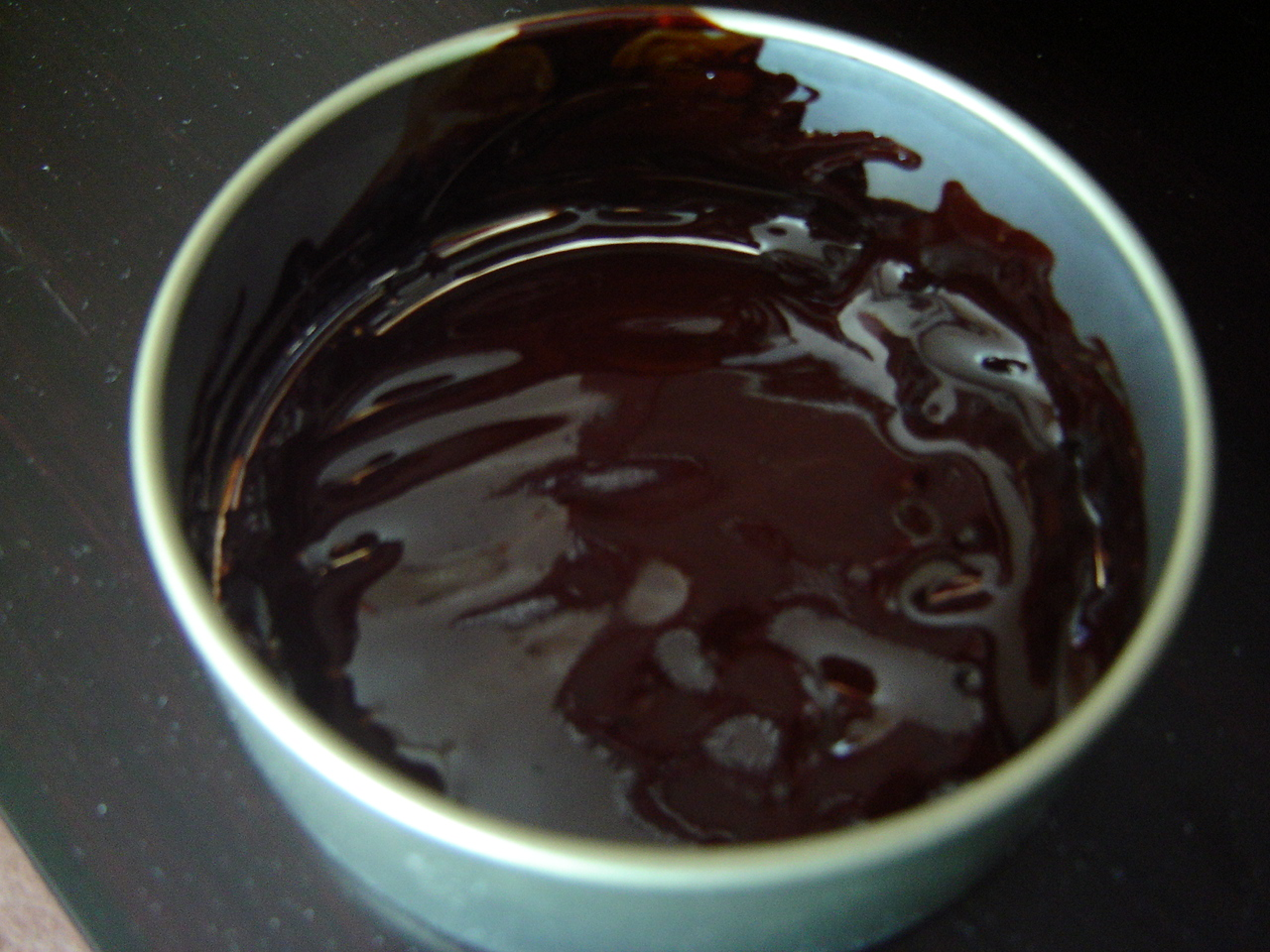
漆

漆（うるし）とは、日本、中国、朝鮮半島ではウルシ科ウルシ属の落葉高木のウルシ（漆、学名: Toxicodendron vernicifluum) から採取した樹液であり、ウルシオールを主成分とする天然樹脂塗料および接着剤である。その他ベトナムなどの東南アジア、ミャンマー、ブータンにも成分や用途は異なるものの一般的に漆と呼ばれる天然樹脂が存在する。漆で出来た工芸品を漆器と言い、とりわけ日本の漆器はその高い品質により中世の頃から南蛮貿易を介して世界中に輸出されていた。

## 成分

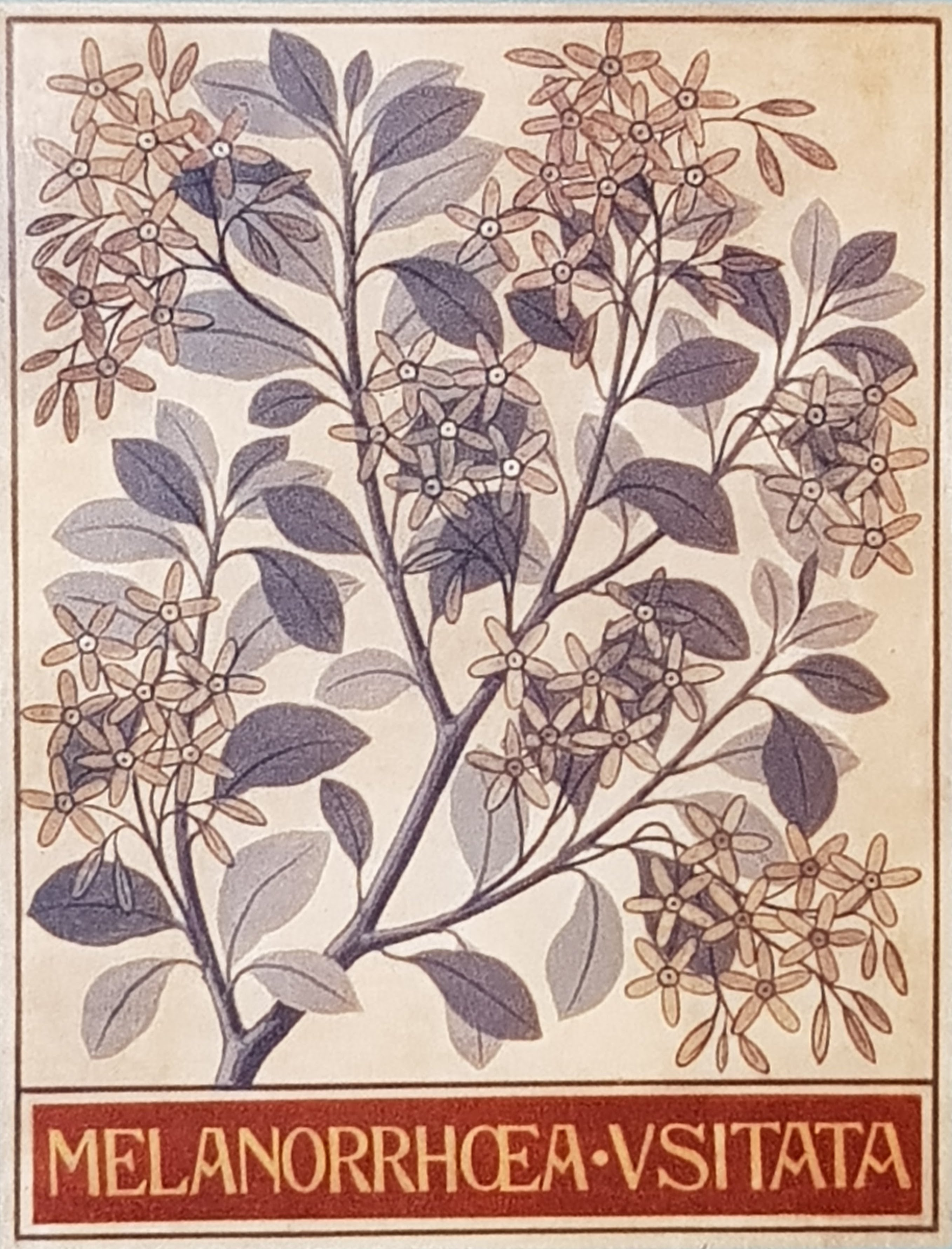
ビルマウルシ

主成分は漆樹によって異なり、主として日本・中国産漆樹はウルシオール (urushiol)、台湾・ベトナム産漆樹はラッコール (laccol)、タイやミャンマー産漆樹はチチオール (thitsiol) を主成分とする。漆は油中水球型のエマルションで、有機溶媒に可溶な成分と水に可溶な成分、さらにどちらにも不溶な成分とに分けることができる。
空気中の水蒸気が持つ酸素を用い、生漆に含まれる酵素（ラッカーゼ）の触媒作用によって常温で重合する酵素酸化、および空気中の酸素による自動酸化により硬化する。酵素酸化は、水酸基部位による反応で、自動酸化はアルキル部位の架橋である。酵素酸化にはある程度の温度と湿度が必要であり、これがうまく進行しないとまったく硬化しない。硬化すると極めて丈夫なものになるが、二重結合を含んでいるため、紫外線によって劣化する。液体の状態で加熱すると酵素が失活するため固まらなくなり、また、樟脳を混ぜると表面張力が大きくなるため、これを利用して漆を塗料として使用する際に油絵のように筆跡を盛り上げる事が出来る。また、マンガン化合物を含む『地の粉』と呼ばれる珪藻土層から採取される土を混ぜることで厚塗りしても硬化しやすくなり、螺鈿に分厚い素材を使う際にこれが用いられる。
金属などに塗った場合、百数十度まで加熱することで焼付け塗装することもできる。

## 用途

### 漆器（塗料）

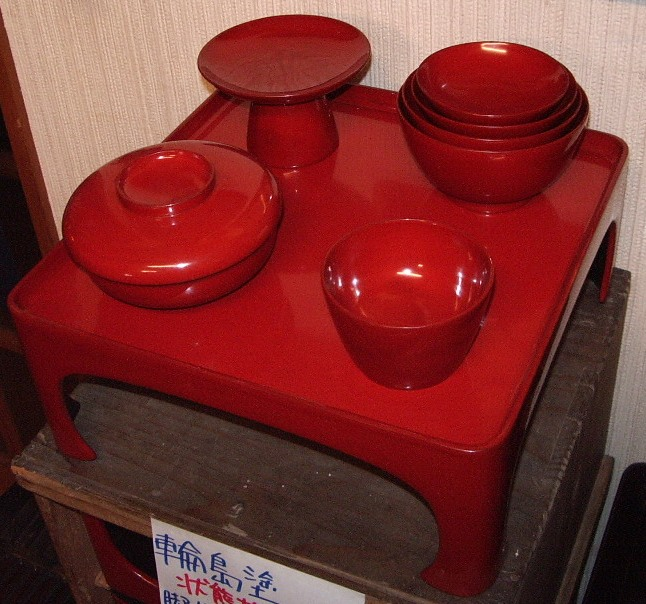
輪島塗

現在最も一般的な用途は道具や工芸品や美術品の塗料として用いることであり、漆を塗られた道具や工芸品を漆器という。漆塗りは伝統工芸としてその美しさと強靱さを評価され、食器や高級家具、壁・床材、楽器などに用いられる。楽器表面を漆塗りすることで、響きや音色が良くなると話すサクソフォンやヴァイオリンの奏者もいる。単色で塗るだけでなく、漆それ自体や他の塗料・顔料と組み合わせて絵・模様を描くことや、金粉・銀粉を散らした蒔絵、貝殻をはめ込んだ螺鈿に仕上げることも行われる。
漆は一旦硬化すると熱や湿気、酸、アルカリ、アルコール、油にも強い。腐敗防止、防虫の効果もあるため、食器や家具に適している。一方、紫外線を受けると劣化する。また、極度の乾燥状態に長期間曝すと、ひび割れたり、剥れたり、崩れたりする。
漆を用いた日本の工芸品では京漆器がよく知られており、漆塗りの食器では、輪島塗などが有名。竹細工の籠を漆で塗り固めるもの（籃胎）や、塗り重ねた漆に彫刻を施す工芸品（彫漆）もある。
碁盤や将棋盤の目も、伝統的な品では刃を潰した刀に黒漆を付けて盤上に下ろす「太刀盛り」という技法で書かれる。
伝統的な将棋駒は黄楊を書体に合わせて彫り、黒漆が塗られる。彫った表面に漆を塗る彫駒、黒漆と砥の粉を調合して彫りを埋める彫埋駒、掘埋の表面にさらに漆を塗り重ねた盛上駒がある。

#### 漆の色
塗料としての漆の伝統的な色は黒と朱であり、黒は酸化鉄粉や煤、朱漆には弁柄や辰砂などが顔料として用いられる。黒漆と朱漆を用いて塗り分けることも行われる。
潤朱（うるみ）漆は、半透明な透漆に弁柄を用いて、焦げ茶色系統（栗色から小豆色までなど）を出す技法である。なお、数百年を経て褪色した黒漆が焦げ茶色になることもある。
江戸時代に入ってからは黄漆と青漆が開発された。黄漆は透漆に石黄を加えたものである。青漆は黄漆に藍などを加え発色させたもので、実際の色は青ではなく緑色である。伝統色の一つ「青漆（せいしつ）色」も深い緑色を指す。
金箔の上に透漆を塗り、金属光沢のある赤金色に輝かせる技法は白檀塗と呼ばれ、安土桃山時代の武将の甲冑にも例が見られる。
昭和以後は酸化チタン系顔料（レーキ顔料）の登場により、赤と黒以外の色もかなり自由に出せるようになった。
福井県工業技術センターが、漆と同量を混ぜることで、カラフルで透明感のある仕上がりになる塗料を開発するなど、漆を応用した塗料・塗装技術の研究は現在も進んでいる。

### 接着剤
縄文時代から漆で固定された矢じりが出土しており、人類はまず接着剤としての用途を発見していたと考えられる。江戸時代などには、漆を接着剤として用いることもよく行われた。例えば、小麦粉と漆を練り合わせて、割れた磁器を接着する例がある。硬化には2週間程度を要する。接着後、接着部分の上に黒漆を塗って乾かし、さらに赤漆を塗り、金粉をまぶす手法は金継ぎといい、鑑賞に堪える、ないしは工芸的価値を高めるものとして扱われる。

## 製法

### 樹液の採取
日本では漆掻き職人が対象とする樹の幹の表面に地面に対し平行方向の切り込みを入れ、染み出す樹液を一滴づつ切れ込みをなぞってすくい取り、タカッポと呼ばれる木製の容器に集める。他の地域ではⅤ字に切れ込みをいれ、貝殻、缶、プラスチック板などを打ち込み自然に垂れてきた樹液を受け皿に溜める。
うるし掻きの方法は、一年で樹幹の全体に傷を付け、うるし液を採り切り、その後萌芽更新のため木を切り倒してしまう「殺掻き（ころしがき）法」が現在日本では主流である。植付後4-5年ないし6-7年の樹周が20cm内外になる頃、また、樹齢の大きいものでは樹液が盛んに流動する5-6月頃から11月中旬に採液を行う。他には、数年に渡って採り続ける「養生掻き法」がある。
以下、殺掻きの採取法について記す。まず外皮を削り取り、樹幹の地上25cmの箇所から梢方に35cmほどの間隔で樹幹の一側面に長さ2cm余の横溝をつけ（これを検付という）、次に反対面にもまた表面検付間のほぼ中央から検付を施し、梢方に向かって表面と同様に行ない、螺旋状に傷を付ける（幹囲22-25cmの樹では樹の一方の側面からのみ採液し、これを「一腹掻」といい、幹囲27-45cmくらいのものは両面より採液し、これを「二腹掻」といい、幹囲のさらに大きいものは三腹掻を行なう）。
傷の長さは2-3cm、深さは6mm、検付の数は、周囲22-25cmくらいのものでは9-11箇所、検付が終れば溝の上部6-9mmばかりの箇所にさらに横溝を付け、次に材部にまで達する傷を与え、流出する灰白色の乳状の液を漆壺内に採集する。掻工は、一日に全担当樹の4分の1を採液し、全樹の採液が終わったら元の樹に返り、旧検付の上方6-9mmばかりの箇所に横溝を施して採液し、以上の作業を幾回も繰り返す。
溝の長さは回ごとに長くし、秋の彼岸までに十数回から二十数回の横溝を画して採液する（これを辺掻または本掻という）。
最下部は、表裏両面ともに検付の上下に横溝を施し、すると傷の配列は中央のくびれた鼓状をなすので、鼓掻といい、辺掻と区別される。
辺掻で得た液は初漆（6月中旬から7月中旬までに採集したもの）、盛漆（7月中旬から9月中旬までに採集したもの）、末漆（9月初旬から秋彼岸までに採集したもの）に区別される。
辺付が終わったら、検付の下部および幹の細い部分から採液し（この液は裏あるいは裏漆という）、さらに幹面不傷の部を選んで採液し（この液を止あるいは留漆という）、また枝を伐採し小刀で傷を付け採液する。
採液がことごとく終了したら、樹幹を伐採し根株から発芽させ新林に備えることとする。
採液の収量は、樹幹18cmのもの110g内外、樹幹21cmのもの125g内外、樹幹24cmのもの140g内外、樹幹27cmのもの190g内外、樹幹30cmのもの245g内外、樹幹36cmのもの375g内外、樹幹42cmのもの490g内外、樹幹51cmのもの750g内外、樹幹66cmのもの1,540g内外である。ただし、樹齢、土質、気候、掻方などにより多少異なる。

### 漆の精製
あらみには、樹皮やゴミなどが混ざっているので、まず少し加熱して流動性を上げてから濾過をする。現在は、綿を加えた上で、遠心分離器で分離する方法も使われている。濾過が終わったものは生漆（きうるし）と呼ぶ。
生漆の精製は、攪拌して成分を均一にして粒子を細かくする「なやし」と天日などで低温で水分を蒸発させる「くろめ」という2つの工程に分類される。また、これらの工程で用途や品質に合わせて油分や鉄分等の添加剤が加えられて精製漆となる。
精製時に鉄分を加えると、ウルシオールなどとの化学反応で、黒い色を出す事ができ、黒漆（くろうるし）となるが、鉄分を加えないと色の薄い透漆（すきうるし）となる。
精製漆には有油系と無油系の2系統に大きく分類される。一般に有油系は発色・つやが良く加飾や上塗りに用いられる。無油系は研磨（研ぎ出しや蝋色仕上げなど）に向いている。
精製が終わった透漆には、必要に応じて朱色（辰砂）などの顔料を加えて色を付けて使用する。

### 主な漆の種類
基本的に用途と品質（等級）によって分類される。地域や業者によって名称が異なる場合もある。
- 生漆系：生漆、船漆、錆（下地）漆、生上味漆（高品質なもの）
- 無油系：素黒目漆、木地呂漆、赤呂漆、黒呂色漆、梨地漆
- 有油系：朱合漆、箔下漆、春慶漆

## 日本国内の需給
日本国内の漆の生産量は、需要量の１%程度でしかなく、残りは中国からの輸入により賄われている。その輸入量も1990年前後が300トン以上であったのに対し、2007年以降は100トンを切る傾向にある。日本国内の生産地は、現在生産量で見ると約7割が浄法寺漆に代表される岩手県産、約2割が茨城県産、約1割が栃木県産となっている。漆生産の場では、漆かき職人が減少し続けており、今後、文化財の修復に必要な国内産漆の確保に支障が生じることから後継者の育成が課題となっている。

## 漆とかぶれ
生の漆が肌につくとかぶれるが、これはウルシオールによるアレルギー反応である。ウルシオールのアレルギーを持つ人は、漆の木の近くを通過しただけでもかぶれることがある。果物のマンゴーもウルシ科の植物で、人によってはかぶれる事がある。かぶれの程度と症状は、人によって実にさまざまである。初めは漆が付着した部分のみであるが、掻いたり刺激することで徐々に蔓延し、ひどい場合には全身にまで広がる。効果のある薬剤などは今のところなく、漆に触れないことが重要である。漆職人など業務上漆を扱う必要がある者の間では、漆のかぶれには耐性が生じることが経験的に知られている。そのため、新規入門者には漆をなめさせるなどして重度のかぶれを人為的に経験させる対処法が伝統的に存在する。
漆器ではかぶれることは無いが、まれに、作られて間もない場合、かぶれる事もある。これは重合され残ったウルシオールが揮発するためである。十分に重合が進んでいれば、かぶれることはない。
漆にかぶれた場合は、ワラビの根を煎じた汁、煮た沢蟹の汁、硼酸水などを患部に塗る民間療法がある。

## 漆にまつわる歴史・伝承

### 漆の利用史
日本列島における漆の利用は縄文時代から開始され、土器の接着・装飾に使われているほか、木製品に漆を塗ったものや、クシなど装身具に塗ったものも出土している。漆製品は縄文早期から出土し、縄文時代を通じて出土事例が見られる。2000年に北海道函館市で実施された垣ノ島遺跡の調査で、出土した漆塗りの副葬品が約9000年前に作られたものであったことが明らかになった。これが現在、世界最古の漆塗り製品である。弥生時代の遺跡からは漆製品の出土は少なく、塗装技術も縄文段階と異なる簡略化されたものが多い。弥生時代からは武器への漆塗装が見られ、古墳時代には皮革製品や鉄製品などへの加工も行われている。古墳時代に至ると棺を漆で塗装した漆棺の存在も見られる。
古代には漆容器の蓋紙に廃棄文書を転用することが行われているが、漆の浸潤した廃棄文書は漆紙文書と呼ばれる。漆紙文書は土中においても遺存しやすくなり、木簡や墨書土器と並ぶ出土文字資料として注目されている。
奈良時代には漆製品も存在し、良質な漆液を用い手間をかけて製作した堅地漆器は貴重品として貴族階級が用い、一方で漆の使用量を減らし炭粉渋地（炭粉・柿渋を混ぜた下地）を用い大量生産された普及型漆器は庶民が用いたが、漆絵や蒔絵で装飾したものも見られる。
中世には林産資源のひとつとして漆の採取が行われており、甲斐国では守護武田氏が漆の納入を求めている文書が残され（永禄3年武田家朱印状「桑原家文書」『山梨県史』資料編4（県内文書）所載）、『甲陽軍鑑』では武田信玄が織田信長に漆を贈答した逸話が記されている。

### 漆塗起源の伝承
『以呂波字類抄』に、日本における漆塗の起源として次のような話が載っている。
倭武皇子（やまとたけるのみこ）は、宇陀の阿貴山で猟をしていたとき大猪を射たが、仕留めることができなかった。漆の木を折ってその汁を矢先に塗って再び射ると、とどめを刺すことができた。そのとき汁で皇子の手が黒く染まった。部下に木の汁を集めさせ、持っていた物に塗ると美しく染まった。そこでこの地を漆河原（現在の奈良県宇陀市大宇陀嬉河原（うれしがわら））と名附け、漆の木が自生している曽爾郷に漆部造（ぬりべのみやつこ）を置いた。

### 即身仏と漆
自分自身のミイラを仏像、すなわち即身仏とした修行者達は身体の防腐のために予めタンパク質含有量の少ない木の実のみを食する「木食」を行うと共に、「入定」（死して即身仏となること）の直前に漆を飲んでその防腐作用を利用したという。

## 関連する道具・団体
- 漆濾紙（吉野紙）製作 ‐ 漆を濾すための紙。1999年選定保存技術に認定[9]。
- 漆掻き用具製作 ‐ 1995.05.31に選定保存技術に認定。荒皮を剥ぐための曲り鎌、樹幹に溝をつけるための掻き鎌、漆液を採る掻き篦、漆を桶に移し替えるときに使う金属箆のゴクリ、最後の漆を採るときに荒皮を剥くエグリ鎌等が製造される[10][11]。

団体
- 日本文化財漆協会 ‐ 選定保存技術保存団体。選定保存技術「日本産漆生産・精製」
- 日本うるし掻き技術保存会 ‐ 選定保存技術保存団体。選定保存技術「日本産漆生産・精製」
- 丹波漆 - 2024年7月19日、選定保存技術保存団体に認定。ウルシ育成者や漆掻き技術者、研究者などで構成され、植栽保全や後継者育成などの活動を行っている[12][13]。